# Kazimierz Popiel
Kazimierz Popiel herbu Sulima (ur. 24 grudnia 1894, zm. 8 stycznia 1957) – polski inżynier górnictwa i wiertnik działający w przemyśle naftowym, kapitan rezerwy Wojska Polskiego, uczestnik I wojny światowej i kampanii wrześniowej, więzień KL Dachau.

## Życiorys
Był synem Ferdynanda Popiela i Wiktorii z domu Popiel.
W szeregach cesarskiej i królewskiej Armii wziął udział w I wojnie światowej. W bitwie nad Piawą dowodził kompanią szturmową. Potem wstąpił do Wojska Polskiego. W pierwszej połowie lat 20. stacjonował w Przemyślu, gdzie był adiutantem generała Franciszka Latinika, dowódcy Okręgu Korpusu Nr X. 29 stycznia 1932 został mianowany na stopień kapitana ze starszeństwem z 2 stycznia 1932 i 2. lokatą w korpusie oficerów rezerwy samochodowych. Posiadał przydział w rezerwie do Kadry 2 Dywizjonu Samochodowego w Lublinie.
Był inżynierem górnictwa i wiertnikiem, działał w przemyśle naftowym.
Zawarł małżeństwo z Anną z domu Latinik (1902–1969). W 1925 roku urodziła się ich córka Irena, a w 1936 roku – syn Andrzej. W latach 30. Kazimierz i Anna Popielowie mieszkali w Borysławiu, a potem we Lwowie.
W 1939 roku Kazimierz Popiel wziął udział w kampanii wrześniowej jako żołnierz 10 Brygady Kawalerii. Wraz ze swoją jednostką przeszedł szlak bojowy, po czym przekroczył granicę polsko-węgierską i znalazł się na internowaniu. Po wkroczeniu na Węgry sił niemieckich, Kazimierz Popiel został aresztowany przez Gestapo w mieście Eger i zesłany do KL Dachau. Jego pozostała w Polsce żona przeniosła się na czas wojny wraz z dziećmi do Krakowa.
W 1947 roku Kazimierz Popiel dotarł przez Szczecin do Krakowa, gdzie spotkał się z rodziną. W późniejszych latach był głównym mechanikiem Warszawskiego Przedsiębiorstwa Geologicznego Górnictwa Węglowego.
Zmarł 8 stycznia 1957 roku. Został pochowany 11 stycznia tego roku na cmentarzu Bródnowskim w Warszawie (kwatera 75E-6-32).

## Odznaczenia
- Krzyż Walecznych
- Medal 10-lecia Polski Ludowej

Opracowano na podstawie materiału źródłowego.